# Alfred Rauch (Politiker)
Alfred Rauch (* 8. Juli 1893 in Stuttgart; † 1. Mai 1977 in Heidenheim an der Brenz) war ein deutscher Ingenieur und Politiker (CDU).

## Leben
Rauch war Oberingenieur und beruflich als Wasserbauingenieur und leitender Angestellter der Firma Voith in Heidenheim tätig.
Er schloss sich nach dem Zweiten Weltkrieg den Christdemokraten an und wurde im Juni 1957 zum Vorsitzenden der CDU Heidenheim gewählt. Von 1946 an war er langjähriges Mitglied des Gemeinderates in Heidenheim sowie Mitglied des Kreistages im Landkreis Heidenheim. 1950 wurde er in den Landtag von Württemberg-Baden gewählt, dem er bis 1952 angehörte. Von 1952 bis 1968 war er Mitglied der Verfassunggebenden Landesversammlung für Baden-Württemberg (1952–1953) und Abgeordneter des baden-württembergischen Landtages (1953–1968) und zwar für den Wahlkreis Heidenheim/Ulm. Mit Ludwig Erhard, der den Bundestagswahlkreis Heidenheim/Ulm innehatte, führte Rauch mehrere Wahlkämpfe. Im Oktober 1961 erfolgte seine Wahl zum stellvertretenden Vorsitzenden der CDU-Landtagsfraktion. Nach seinem Ausscheiden aus dem Landtag fungierte Rauch als Vorsitzender des Württembergischen Wasserwirtschaftsverbandes.

## Ehrungen
- 1963: Großes Verdienstkreuz der Bundesrepublik Deutschland